# Hyrule Warriors
Hyrule Warriors, ou em Japonês Zelda Musō (japonês: ゼルダ無双, Hepburn: Zeruda Musō, lit. "Inigualável Zelda")  é um jogo ao estilo hack and slash lançado para as plataformas Wii U, Nintendo 3DS e Nintendo Switch, juntando as séries The Legend of Zelda da Nintendo e Dynasty Warriors da Koei Tecmo.

## Jogabilidade
O jogo mescla o modo de jogo de Dynasty Warriors  (hack and slash) com os personagens de The Legend of Zelda. Apesar de vários personagens, o jogador controla principalmente Link, e o objetivo é destruir o máximo de inimigos possíveis. O jogador possui um arsenal de armas comuns, como espadas, bombas e o ataque em giro característico de Link.
O sistema de batalha do jogo é baseada em contexto; dependendo do personagem escolhido, as habilidades das armas mudarão. Elementos de RPG estão incluídos no jogo, como aumentar o nível da arma ou do personagem. O jogo suporta o modo de 2 jogadores locais, onde um joga pelo Wii U e o outro por um monitor. O jogo também é compatível com os personagens do Amiibo, sendo que eles liberam conteúdos adicionais, por exemplo, novas armas.

## Recepção
O jogo teve críticas positivas, tendo uma pontuação de 76,80% no Game Rankings e 75 de 100 no Metacritic.
Muitos críticos gostaram da combinação das duas franquias. Miguel Concepcion da GameSpot considerou o jogo prazeroso do começo ao fim; Jim Sterling do The Escapist gostou do jogo pois saiu do padrão dos jogos da série Dynasty Warriors.[carece de fontes?]
O jogo fez mais sucesso no Ocidente. A empresa vendeu apenas 69,090 cópias do jogo na primeira semana no Japão enquanto que nos Estados Unidos houve a venda de 190,000 cópias.